# Congrès des députés du peuple de Russie
Pour les articles homonymes, voir Congrès des députés du peuple.
Maison blanche qui abrita le Congrès des députés du peuple de la fédération de Russie jusqu’à la crise constitutionnelle de 1993.
Le congrès des députés du peuple de Russie est le principal organe de gouvernement de la république socialiste fédérative soviétique de Russie puis de la fédération de Russie, du 16 mai 1990 à sa dissolution par Boris Eltsine à l'occasion de la crise constitutionnelle le 4 octobre 1993.